# العلاقات الصربية المولدوفية
العلاقات الصربية المولدوفية هي العلاقات الثنائية التي تجمع بين صربيا ومولدوفا.

## مقارنة بين البلدين
هذه مقارنة عامة ومرجعية للدولتين:
| وجه المقارنة                                              | صربيا                                                      | مولدوفا                           |
| --------------------------------------------------------- | ---------------------------------------------------------- | --------------------------------- |
| المساحة (كم2)                                             | 88.36 ألف                                                  | 33.85 ألف                         |
| عدد السكان (نسمة)                                         | 7.02 مليون                                                 | 2.55 مليون                        |
| الكثافة السكانية (ن./كم²)                                 | 79.45                                                      | 75.33                             |
| العاصمة                                                   | بلغراد                                                     | كيشيناو                           |
| اللغة الرسمية                                             | اللغة الصربية                                              | اللغة المولدوفية، اللغة الرومانية |
| العملة                                                    | دينار صربي                                                 | ليو مولدوفي                       |
| الناتج المحلي الإجمالي (بليون دولار)                      | 41.43 مليار                                                | 8.13 مليار                        |
| الناتج المحلي الإجمالي (تعادل القوة الشرائية) بليون دولار | 100.13 مليار                                               | 17.94 مليار                       |
| الناتج المحلي الإجمالي الاسمي للفرد دولار أمريكي          | 5.24 ألف                                                   | 3.65 ألف                          |
| الناتج المحلي الإجمالي للفرد دولار أمريكي                 | 13.59 ألف                                                  | 4.98 ألف                          |
| مؤشر التنمية البشرية                                      | 0.771                                                      | 0.693                             |
| رمز المكالمات الدولي                                      | +381                                                       | +373                              |
| رمز الإنترنت                                              | .rs، .срб ‏                                                 | .md                               |
| المنطقة الزمنية                                           | توقيت وسط أوروبا، ت ع م+01:00، ت ع م+02:00، أوروبا/بلغراد ‏ | ت ع م+02:00، ت ع م+03:00          |

## منظمات دولية مشتركة
يشترك البلدان في عضوية مجموعة من المنظمات الدولية، منها:
| علم المنظمة | اسم المنظمة                               | تاريخ انضمام صربيا | تاريخ انضمام مولدوفا |
| ----------- | ----------------------------------------- | ------------------ | -------------------- |
|             | وكالة ضمان الاستثمار متعدد الأطراف        | 19 مارس 1993       | 9 يونيو 1993         |
|             | الأمم المتحدة                             | 1 نوفمبر 2000      | 2 مارس 1992          |
|             | الفريق المعني برصد الأرض                  | ?                  | ?                    |
|             | منظمة حظر الأسلحة الكيميائية              | ?                  | ?                    |
|             | منظمة الشرطة الجنائية الدولية             | ?                  | ?                    |
|             | منظمة الأمن والتعاون في أوروبا            | 3 يونيو 2006       | 30 يناير 1992        |
|             | مؤسسة التنمية الدولية                     | 25 فبراير 1993     | 14 يونيو 1994        |
|             | يونسكو                                    | 20 ديسمبر 2000     | 27 مايو 1992         |
|             | مجلس أوروبا                               | 3 أبريل 2003       | ?                    |
|             | الاتحاد البريدي العالمي                   | ?                  | ?                    |
|             | البنك الدولي للإنشاء والتعمير             | 25 فبراير 1993     | 12 أغسطس 1992        |
|             | منظمة التعاون الاقتصادي للبحر الأسود      | 1 أبريل 2004       | ?                    |
|             | الاتحاد الدولي للاتصالات                  | 1 يونيو 2001       | 20 أكتوبر 1992       |
|             | مؤسسة التمويل الدولية                     | 25 فبراير 1993     | 10 مارس 1995         |
|             | المنظمة الأوروبية لسلامة الملاحة الجوية   | 2005               | 2000                 |
|             | المركز الدولي لتسوية المنازعات الاستشارية | 8 يونيو 2007       | 4 يونيو 2011         |

## وصلات خارجية
- موقع وزارة الخارجية الصربية
- موقع وزارة الخارجية المولدوفية